# Bistum Speyer
Das Bistum Speyer (lat.: Dioecesis Spirensis) ist eine Diözese der römisch-katholischen Kirche. Sie nimmt den Süden des Bundeslandes Rheinland-Pfalz ein, wo sie die gesamte Pfalz – in den Grenzen vor der Gebietsreform von 1969 – umfasst sowie den Saarpfalz-Kreis (mit Ausnahme des St. Ingberter Stadtteils Rentrisch), die Ostertalstadtteile Osterbrücken, Hoof, Niederkirchen, Bubach, Marth und Saal der Kreisstadt St. Wendel und die Saarbrücker Stadtteile Eschringen und Ensheim im Osten des Saarlandes. Das Bistum umfasst somit die bayerische Pfalz in den Grenzen vor 1920.
Der Bischofssitz befindet sich in der pfälzischen Stadt Speyer am Rhein. Das Bistum Speyer ist Suffraganbistum des Erzbistums Bamberg, der Speyerer Bischof ist Mitglied der Freisinger Bischofskonferenz.
Der Anteil der Katholiken an der Gesamtbevölkerung von etwa 1,6 Millionen Menschen auf dem Territorium des Erzbistums lag zum 31. Dezember 2022 bei 29,6 %.

## Geschichte

### Anfänge und Entwicklung

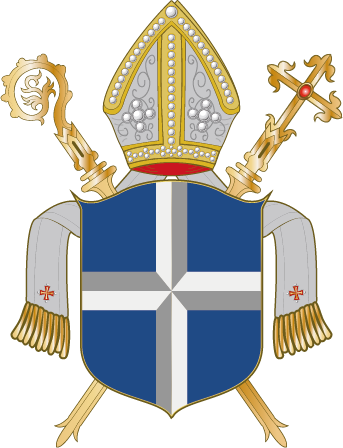
Wappen des Bistums Speyer

In anderem Zuschnitt als heute gehört das Bistum Speyer zu den ältesten Bistümern Deutschlands, es geht auf das 4. Jahrhundert zurück. Bereits im Jahre 346 wurde mit Jesse ein Bischof von Speyer erstmals urkundlich erwähnt. Das Bistum besaß jahrhundertelang als reichsunmittelbares Hochstift auch weltliche Verwaltungsfunktionen, die vom jeweiligen Fürstbischof wahrgenommen wurden.
In der Spätantike erstreckte sich das Bistum zunächst nur auf die heutige Pfalz links des Rheins; mit der Christianisierung der Franken wurde es nach Osten stark erweitert, wozu vor allem die Bemühungen des Klosters Weißenburg im Elsass beitrugen. Kaiser Otto I. gab dem Bistum den Status der Reichsunmittelbarkeit. In der Regierungszeit der Salier wurden zahlreiche Klöster und Kirchen im Bistum gebaut. 1030 wurde der Grundstein zum Speyerer Dom gelegt, welcher der größte der drei romanischen Kaiserdome ist.
Ab 1111 erhielt die Stadt Speyer immer mehr Freiheitsrechte und löste sich innerhalb der nächsten zwei Jahrhunderte aus der Herrschaft des Bischofs. 1371 verlegte der Bischof seinen Sitz nach Udenheim (heute Philippsburg).

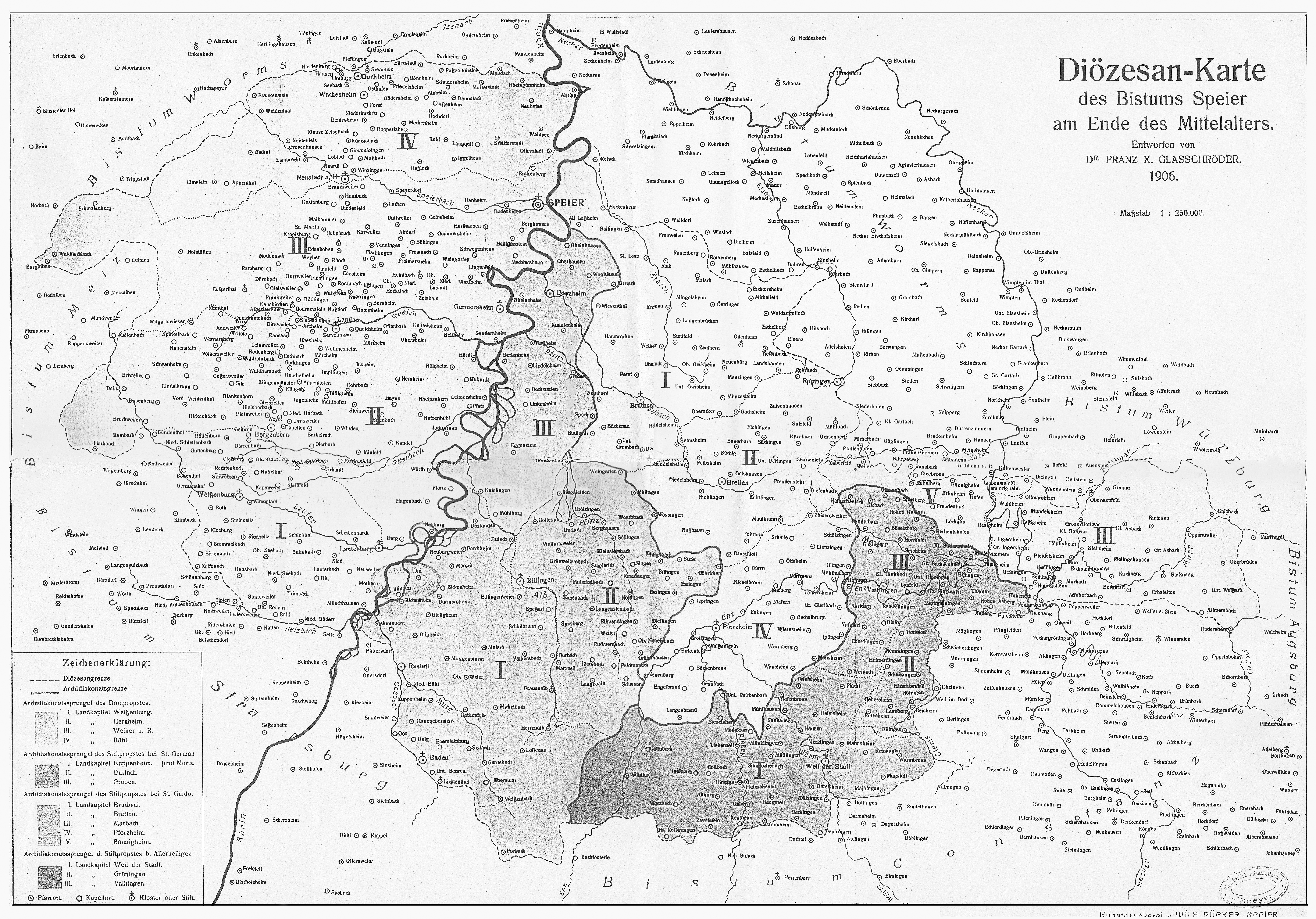
Diözesan-Karte des Bistums Speyer (um 1500) mit Unterteilung in Archidiakonate und Landkapitel (von Franz Xaver Glasschröder 1906)

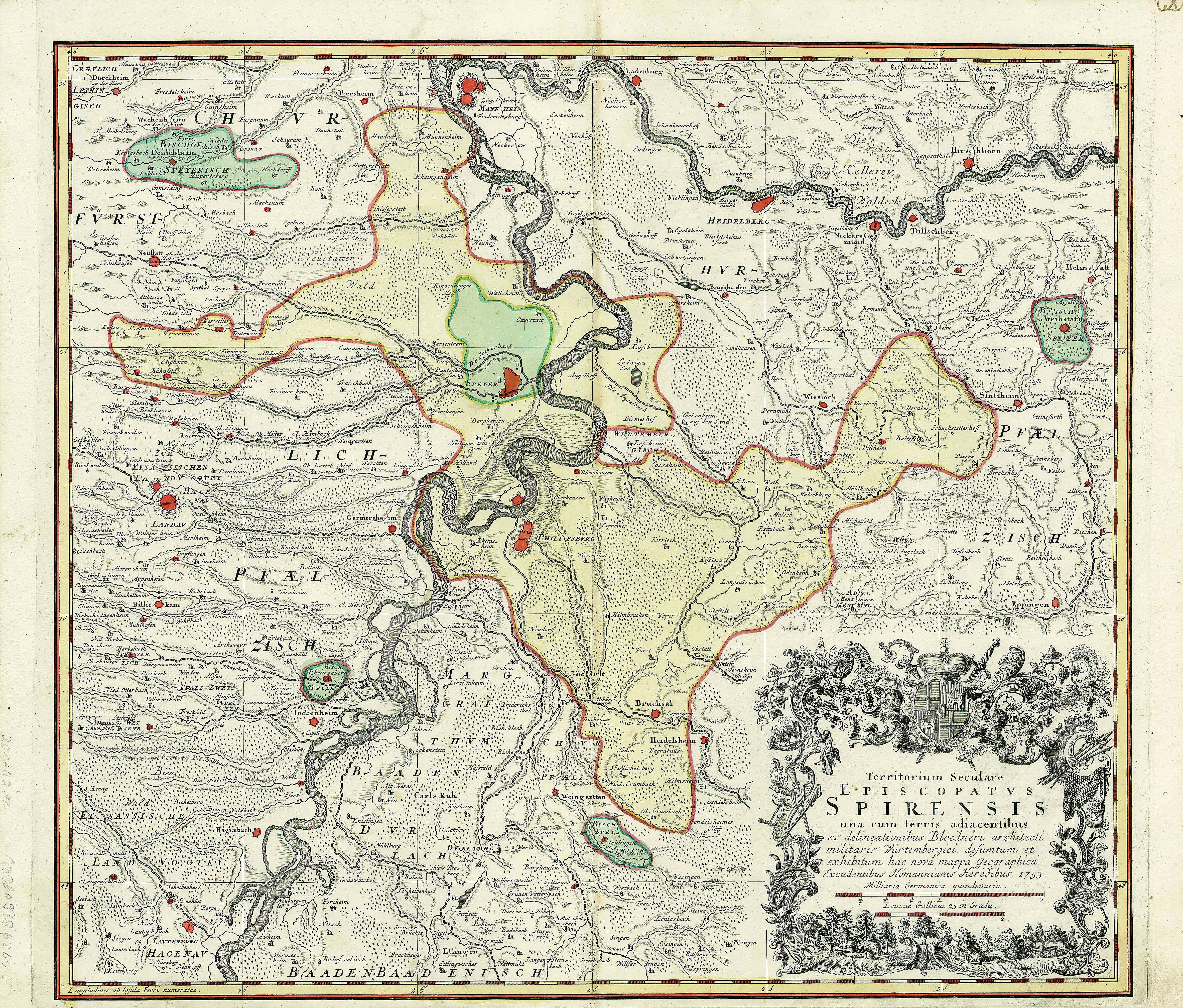
Hochstift Speyer (Homannsche Erben 1753)

Das Bistum bestand in seiner größten Ausdehnung bis 1801 aus einem linksrheinischen und einem rechtsrheinischen Teil. Linksrheinisch umfasste das Gebiet die Süd- und die Vorderpfalz – nördlich etwa bis Bad Dürkheim, westlich bis Dahn. Auch die heute zum Elsass gehörenden Orte Weißenburg und Lauterburg gehörten zu Speyer. Rechtsrheinisch erstreckte sich das Bistum über einen großen Teil des heutigen Bundeslandes Baden-Württemberg und reichte nördlich bis Sinsheim, südlich bis Wildbad und östlich bis zum Dekanat Grüningen an der Glems, wobei darüber hinaus noch ein schmaler Streifen bis Backnang dazugehörte. Die Südgrenze folgte der einstigen fränkisch-alemannischen Demarkationslinie.

### Reformationszeit
Während der Reformationszeit verlor das Bistum nicht nur zahlreiche Kirchen, sondern auch zwei Drittel seines Vermögens und seines Landbesitzes. Dadurch, dass vorher etwa 40 verschiedene kleine Fürstentümer auf dem Gebiet des Bistums herrschten, die sich teils für die Reformation, teils dagegen entschieden, kam es zu einer Zersplitterung des Hochstifts in viele nicht mehr zusammenhängende Gebiete. Zahlreiche Katholiken leben seitdem in der Diaspora, dies gilt vor allem für die Nordpfalz.
In den katholisch gebliebenen Gebieten führte Bischof Eberhard von Dienheim die tridentinischen Reformen durch. Zahlreiche Schulen wurden gegründet; 1599 wurde ein deutschsprachiges Gesangbuch herausgegeben, um die innere Teilnahme der Bevölkerung am Gottesdienst zu verstärken.

### Pfälzischer Erbfolgekrieg
An Pfingsten 1689 wurde im Verlauf des Pfälzischen Erbfolgekrieges ganz Speyer samt dem Dom niedergebrannt. Im Frieden von Rijswijk 1697 wurden viele reformierte Kirchengemeinden wieder katholisch. Die folgenden Bischöfe bemühten sich um Beseitigung der Verwüstungen und eine gründliche Reform der verarmten Diözese.
1723 verlegte der Bischof seine Residenz nach Bruchsal. Die letzten vier Oberhirten residierten im dortigen Schloss und die Bruchsaler Peterskirche wurde zur Grablege.

### Französische Revolution
Doch schon wenig später geriet das Bistum in noch größere Bedrängnis, als die Französische Revolution auf die deutschen Gebiete westlich des Rheins übergriff. Auch der linksrheinische Teil des Bistums wurde von den Revolutionstruppen besetzt, der gesamte Kirchenbesitz eingezogen. Die Jurisdiktion wurde dem Bischof entzogen, die Geistlichen mussten bis 1792 entweder den Eid auf die Revolution leisten oder wurden ausgewiesen. 1792 wurde Speyer von den französischen Truppen gestürmt und verwüstet. 1794 schließlich floh Fürstbischof Damian August Philipp Karl von Limburg-Stirum, das linksrheinische Bistumsgebiet wurde zunächst dem Département Bas-Rhin zugeschlagen.
Der Friedensvertrag von Campo Formio von 1797 sah die Abtretung der linksrheinischen Gebiete an Frankreich vor. Die Pfalz gehörte nun zum Departement Donnersberg, das von Mainz aus verwaltet wurde. Der letzte Fürstbischof Wilderich von Walderdorf verzichtete 1802 in Gehorsam gegen das mit Frankreich geschlossene Konkordat von 1801 und die Bulle „Qui Christi Domini“, kirchenrechtlich auf das linksrheinische Gebiet. Dessen Orte südlich der Queich wurden nun dem Bistum Straßburg zugeschlagen, das restliche Gebiet dem Bistum Mainz. Zu diesem gehörte auch die Westpfalz mit Zweibrücken und Landstuhl sowie die Nordpfalz bis Lauterecken und Obermoschel; die linksrheinischen Teile des Bistums Worms waren ebenfalls im Großbistum Mainz aufgegangen. Das rechtsrheinische Speyerer Diözesangebiet existierte als Rumpfbistum unter dem Namen „Vikariat Bruchsal“, bis 1827 fort und wurde danach dem Erzbistum Freiburg einverleibt. Politisch wurde das Bistum 1803 säkularisiert. Der linksrheinische Teil war bereits an Frankreich gefallen, der rechtsrheinische ging im Großherzogtum Baden auf.
Der Mainzer Bischof Joseph Ludwig Colmar betreute die gesamte linksrheinische Pfalz und bemühte sich, die Schäden der Revolutionszeit zu beseitigen. Die Diözesen waren ausgeplündert, viele Kirchen zerstört. Einige überzeugende Persönlichkeiten wie der Priester Johann Michael Schang in Pirmasens, Philipp Jakob Gillmann in Rheinzabern und Christoph Mähler in Speyer halfen mit, das Glaubensleben zu erhalten. 1806 sollte der Dom von Speyer abgerissen werden, doch erreichte Colmar eine Zusage Napoleons, dass das Bauwerk erhalten bleiben werde.

### Bayerische Zeit
1816/17 löste sich nach dem Sturz Napoleons das künstlich geschaffene Großbistum Mainz auf. In der jetzigen Form wurde das Bistum Speyer 1817 in den Grenzen des seit 1816 zum Königreich Bayern gehörenden Rheinkreises neu errichtet, der zusätzlich zur Pfalz noch den heutigen Saarpfalz-Kreis enthielt. Das Konkordat von 1817 sah die Errichtung von zwei Erzbistümern mit je drei Suffraganbistümern im Königreich Bayern vor. Aus dieser politischen Vergangenheit erklärt sich auch die Zugehörigkeit zur Kirchenprovinz Bamberg, denn trotz der Trennung des Rheinkreises von Bayern nach dem Zweiten Weltkrieg blieb das Bistum Speyer kirchenrechtlich mit Bayern verbunden. Die Pfalz war der Ersatz für das Herzogtum Salzburg, das Bayern nach dem Wiener Kongress (1815) an Österreich in einem Staatsvertrag abtrat.
Mit der Zirkumskriptionsbulle vom April 1818 wurden die neuen Grenzen des Bistums umschrieben. Es war auf ein Viertel seiner ursprünglichen Ausdehnung zurückgegangen. Die tatsächliche Wiedererrichtung zog sich aber noch bis 1821 hin. Erst in jenem Jahr erfolgte die Publizierung der Bulle und zum 7. November die Installation eines neuen Domkapitels. Die Inthronisation des neuen Bischofs Matthäus Georg von Chandelle († 1826) fand am 22. Januar 1822 statt. In der Zeit zwischen 1818 und 1821 fungierte der spätere Mainzer Bischof Johann Jakob Humann, von Mainz aus, als Apostolischer Vikar des zwar rechtlich schon existenten aber noch nicht funktionsfähigen Speyerer Sprengels.
Die politischen Unruhen des 19. Jahrhunderts machten den Wiederaufbau des Gemeindelebens und das Entwickeln einer gemeinsamen Identität im Bistum nicht leicht. Die durch die Verfassung garantierte Religionsfreiheit war wegen der Staatskirchenhoheit des bayerischen Königs praktisch nicht vorhanden. Der Kulturkampf (vom Ende der 1860er bis in die 1890er Jahre) brachte das Bistum erneut in große Schwierigkeiten.

### Neuere Zeit
Anfang des 20. Jahrhunderts nahm das Gemeindeleben einen Aufschwung, der sich in vielen Kirchenbauten, neu auflebenden Wallfahrten und dem Aufleben katholischer Verbände äußerte. Dem stand die vergleichsweise weit verbreitete Begeisterung der pfälzischen Bevölkerung für den Nationalsozialismus gegenüber. Bischof Ludwig Sebastian († 1943) und der aus dem hiesigen Bistum stammende Mainzer Bischof Ludwig Maria Hugo († 1935) waren allerdings frühe und scharfe Gegner der NS-Ideologie.
Der Wiederaufbau nach dem Zweiten Weltkrieg verlangte unter anderem auch die Integration der Heimatvertriebenen und der vielen katholischen Gastarbeiter aus Italien, Spanien und Portugal.
Angesichts des Priestermangels ist von 350 Pfarreien des Bistums fast ein Drittel unbesetzt. 1973 wurden die Pfarrverbände eingerichtet, was auch zu einer Vergrößerung der Dekanate führte.
2007/08 war der Bischofssitz ein Jahr lang vakant, das Bistum wurde durch Weihbischof Otto Georgens, den das Speyerer Domkapitel zum Diözesanadministrator gewählt hatte, bis zur Amtseinführung des neuen Bischofs geleitet.

## Verwaltung

### Bischof
Das Bistum wird durch den Bischof geleitet. Gemäß dem Bayerischen Konkordat vom 29. März 1924, das auch für das Bistum Speyer gilt, ist jeder Bischof der sieben bayerischen Bistümer und des Bistums Speyer sowie jedes der acht Domkapitel gehalten, alle drei Jahre eine Liste mit Kandidaten, die für das Bischofsamt im jeweiligen Bistum geeignet sind, an die Kurie in Rom zu senden. Steht eine Ernennung an, werden die aktuellen Kandidaten durch die Apostolische Nuntiatur in Berlin einem sogenannten Informationsprozess unterzogen. An dessen Ende sendet der Nuntius die Prozessakten sowie einen Vorschlag an die Bischofskongregation des Papstes nach Rom. Der Papst sucht dann den neuen Oberhirten aus und ernennt ihn.

### Bistumsstruktur
Im Mai 2011 wurde unter Bischof Karl-Heinz Wiesemann eine neue Pfarreienstruktur für den Zeitraum ab 2015 beschlossen und deren Umsetzung begonnen. Im Rahmen des Konzepts „Gemeindepastoral 2015“ wurde die pfarrliche Seelsorge strukturell und inhaltlich neu geordnet. Die vormals 346 Pfarreien bzw. 123 Pfarreiengemeinschaften wurden zu 70 großen Pfarreien zusammengefasst.
Das Bistum Speyer ist in 10 Dekanate eingeteilt, deren Zuschnitt sich weitgehend mit politischen Gliederungen deckt. Abweichungen, in der Tabelle mit * markiert, gibt es nur dort, wo die rheinland-pfälzische Verwaltungsreform von 1969/1972 durch das Bistum nicht übernommen wurde.
So gehören die Gemeinden Ebernburg, Altenbamberg, Feilbingert, Hallgarten, Hochstätten, Duchroth, Oberhausen an der Nahe, Callbach, Lettweiler, Becherbach, Reiffelbach und Schmittweiler des Landkreises Bad Kreuznach zum Bistumsgebiet. Im Gegensatz dazu gehören die Gemeinden Odenbach, Hoppstädten, Buborn, Deimberg, Glanbrücken, Grumbach, Hausweiler, Herren-Sulzbach, Homberg, Kappeln, Kirrweiler, Langweiler, Merzweiler, Unterjeckenbach, Wiesweiler, Offenbach-Hundheim, Niederalben, Herchweiler und Reichweiler des Landkreises Kusel nicht zum Bistum.
| Dekanat        | Stadt / Landkreis                                                 | Dekan                                                   |
| Bad Dürkheim   | Stadt Neustadt, Landkreis Bad Dürkheim                            | Dekan Michael Paul, Neustadt                            |
| Donnersberg    | Donnersbergkreis                                                  | Dekan Markus Horbach, Rockenhausen                      |
| Germersheim    | Landkreis Germersheim                                             | Dekan Jörg Rubeck, Germersheim                          |
| Kaiserslautern | Stadt Kaiserslautern, Landkreis Kaiserslautern                    | Dekan Steffen Kühn, Kaiserslautern                      |
| Kusel          | Landkreis Kusel                                                   | Dekan Michael Kapolka, Schönenberg-Kübelberg            |
| Landau         | Stadt Landau, Landkreis Südliche Weinstraße                       | Dekan Axel Brecht, Landau                               |
| Ludwigshafen   | Stadt Ludwigshafen am Rhein                                       | Dekan Dominik Geiger, Ludwigshafen, Pfarrei Hl. Cäcilia |
| Pirmasens      | Stadt Pirmasens, Stadt Zweibrücken, Landkreis Südwestpfalz        | Dekan Johannes Pioth, Pirmasens                         |
| Saarpfalz      | Saarpfalz-Kreis, östliche Teile von Saarbrücken (Pfarrei Ensheim) | Dekan Eric Klein, Blieskastel-Lautzkirchen              |
| Speyer*        | Stadt Speyer, Stadt Frankenthal, Rhein-Pfalz-Kreis                | Dekan Markus Hary, Bobenheim-Roxheim                    |

### Presse
Mit der Wochenzeitung Der Pilger, gegründet 1848 als Der christliche Pilger, verfügt das Bistum über eine der ältesten Zeitungen in Deutschland überhaupt. Der Pilger ist älter als der Osservatore Romano, der erst 1861 ins Leben gerufen wurde. Unterbrochen war die Tradition nur durch das Verbot von 1941 bis 1945 während der Zeit des Nationalsozialismus.
Zwischen 2005 und 2007 wurden alle bisherigen Pilger-Ausgaben von der Pfalzbibliothek mikroverfilmt. Die Zeitung steht seither der Kirchengeschichte, Missionsgeschichte und Sozialgeschichte als Quelle zur Verfügung.

### Nekrologium
Für historische Forschungszwecke betreibt das Bistum Speyer, über die Diözesanbibliothek, das jedermann frei zugängliche Online-Nekrologium, in dem alle aus dem neuen Bistum Speyer (seit 1821) stammenden oder hier ehemals tätigen, verstorbenen Geistlichen in Datensätzen erfasst sind. Dazu wurden auch viele Fotos der Personen mühevoll zusammengetragen (von Totenzetteln, Pfarrarchiven u. ä.) und erstmals zusammenhängend digitalisiert bzw. zugänglich gemacht. Die Online-Sammlung wird ständig ergänzt und erweitert. Sie stellt eine wertvolle Hilfe für Heimatgeschichtler dar und ist deutschlandweit in dieser Form bisher einzigartig.

### Vermögen
Neben dem regulären Etat, worüber Rechenschaft abgelegt werden muss, hat das Bistum Speyer über den „Bischöflichen Stuhl“ keine Rechenschaft abzulegen, solange keine öffentlichen Gelder darin verwendet werden. Das Vermögen des Bischöflichen Stuhls Speyer betrug im Oktober 2013 rund 46,5 Millionen Euro. Erstmals veröffentlichte das Bistum Speyer seit seinem Bestehen seine Vermögensverhältnisse.

## Patronin und Eigenfeiern
Patronin des Bistums ist Maria. Ausgangs- und zugleich zentraler Punkt der Marienverehrung im Bistum ist der Speyerer Dom. Schon der merowingische Dom besaß (um 670) ein Marienpatrozinium, allerdings in der Form des damals beliebten Doppelpatroziniums: Maria und Erzmärtyrer Stephanus. Von 859 an erscheint die Speyerer Bischofskirche nur noch als Mariendom. Kaiser Konrad II. griff bei der Gründung seines Kaiserdomes bewusst auf das alte Marienpatrozinium  zurück.  1046  wurde  der  Hochaltar  zu  Ehren  Mariens  geweiht. Das Gnadenbild der „Patrona Spirensis“ machte den Dom seit dem Mittelalter zu einem Mittelpunkt der Marienverehrung für das ganze Bistum.
Im Bistum Speyer wird der Regionalkalender für das deutsche Sprachgebiet um die folgenden Eigenfeiern ergänzt (dahinter jeweils der Rang):
Abkürzungen:
H = Hochfest, F = Fest, G = Gebotener Gedenktag, g = Nichtgebotener Gedenktag
- 27. Januar: Sel. Paul Josef Nardini, Priester, Ordensgründer – g
- 04. Mai: Sel. Guido, Abt von Pomposa – g
- 30. Juni: Hl. Otto, Bischof von Bamberg – g
- 08. Juli: Hl. Disibod, Einsiedler an der Nahe – g
- 15. Juli: Sel. Bernhard, Markgraf von Baden – g
- 01. August: Hl. Petrus Faber, Ordenspriester – g
- 09. August: Hl. Teresia Benedecita vom Kreuz (Edith Stein), Ordensfrau, Märtyrerin, Schutzpatronin Europas – F
- 15. August: Mariä Aufnahme in den Himmel, Patronin der Diözese Speyer – H
- 10. September: Hl. Theodard, Bischof von Maastricht (Tongern), Märtyrer bei Speyer – g
- 17. September: Hl. Hildegard von Bingen, Äbtissin, Mystikerin, Kirchenlehrerin, Gründerin von Rupertsberg und Eibingen – g
- 05. Oktober: Jahrestag der Weihe des Domes zu Speyer (4.10.1061) – im Dom H, im restlichen im Bistum F
- 03. November: Hl. Pirmin, Abtbischof, Glaubensbote am Oberrhein, Gründer von Hornbach – g
- 03. November: Sel. Rupert Mayer, Ordenspriester – g
- 18. November: Jahrestag der Weihe der Kirchen, deren Weihetag nicht bekannt ist – H
- 04. Dezember: Sel. Adolph Kolping, Priester, Gründer der Kolping-Bewegung – g

## Verbände
- Katholische Frauengemeinschaft Deutschlands (kfd), Diözesanverband Speyer mit 13.000 Mitgliedern
- Katholischer Deutscher Frauenbund (KDFB), Diözesanverband Speyer e. V., 1.300 Mitglieder in 20 Z
- Bund der Deutschen Katholischen Jugend (BDKJ), Diözesanverband Speyer – Dachverband katholischer Jugendverbände im Bistum Speyer
- Deutsche Pfadfinderschaft Sankt Georg (DPSG), Diözesanverband Speyer – mit über 3000 Mitgliedern im Bistum Speyer der größte Kinder- und Jugendverband
- DJK-Sportverband, Deutsche Jugendkraft Diözesanverband Speyer e. V.
- Junge Kirche Speyer – Kinder- und Jugendverband im Bistum Speyer
- Katholische junge Gemeinde (KJG), Diözesanverband Speyer – mit knapp 3000 Mitgliedern im Bistum Speyer
- Katholische Studierende Jugend (KSJ), Diözesanverband Speyer – mit 300 Mitgliedern im Bistum Speyer vor allem in der Jugendarbeit mit Schülern und an Schulen aktiv
- Kolpingwerk, Diözesanverband Speyer – ein Generationenverband, der in der Kinder- und Jugendarbeit, für junge Familien und bis hin zu Senioren aktiv ist
- Komturei „Regina coeli“, Speyer-Kaiserslautern, des Ritterordens vom Heiligen Grab zu Jerusalem
- Malteser Jugend im Bistum Speyer, innerverbandliche Gemeinschaft von Jugendlichen bis zum 27. Lebensjahr im Malteser Hilfsdienst e. V. an elf Standorten (Stand: 2020)
- Pax Christi, Bistumsstelle Speyer, internationale katholische Friedensbewegung

## Kultur und Sehenswürdigkeiten

### Kirchen

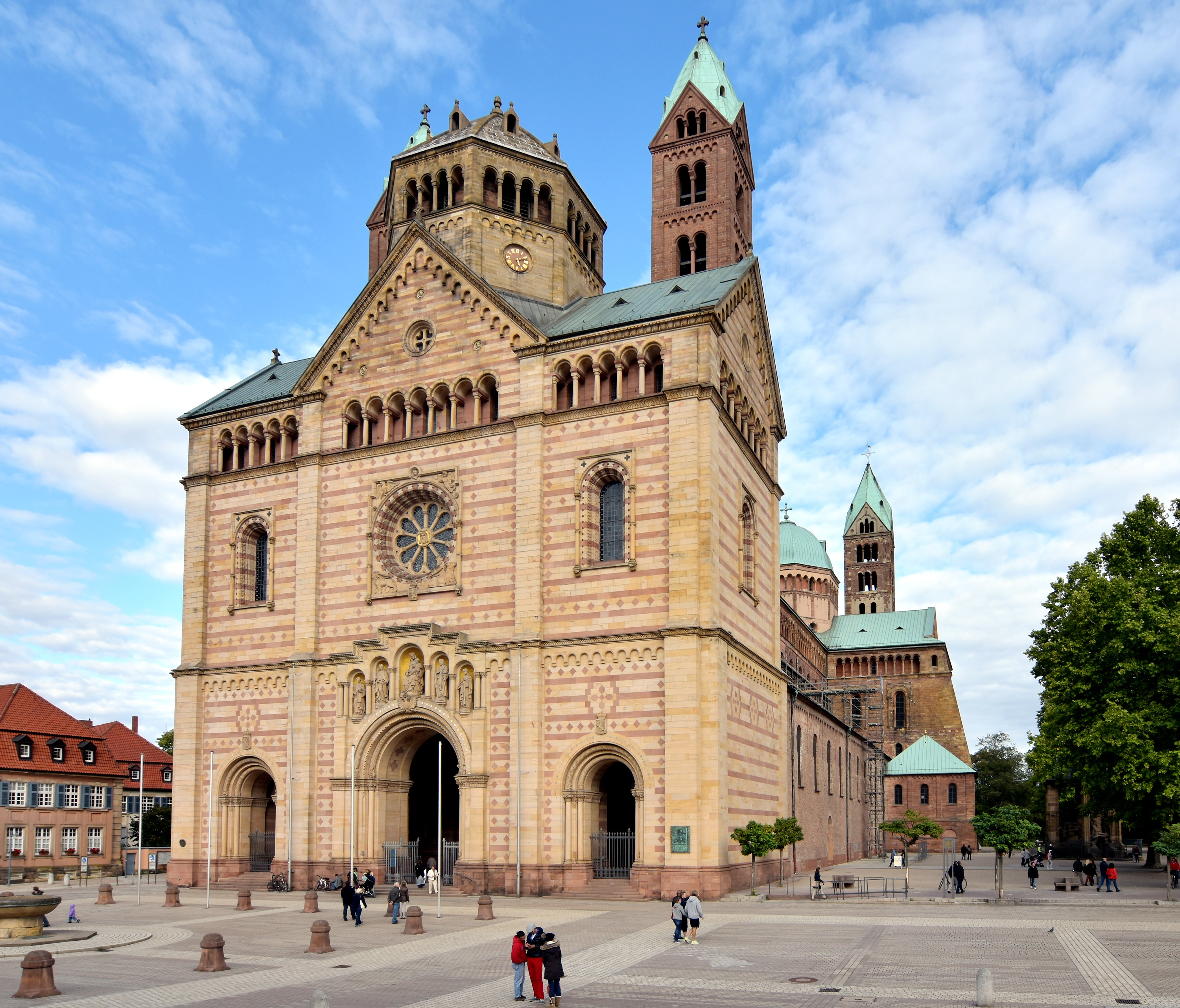
Speyerer Dom (2015)

- Kaiserdom (Speyer) – Kathedralkirche des Bistums Speyer
- Schlosskirche (Blieskastel)
- St. Ulrich (Deidesheim)
- Laurentiuskirche (Dirmstein)
- St. Jakobus (Germersheim)
- Nikolauskirche (Gimmeldingen)
- St. Maria Himmelfahrt (Herxheim)
- Martinskirche (Kaiserslautern)
- Stadtpfarrkirche St. Maria (Landau in der Pfalz)
- St. Gertrud (Leimersheim)
- Wallfahrtskirche Mariä Himmelfahrt (Ludwigshafen)
- Stiftskirche (Neustadt an der Weinstraße)
- Abteikirche (Otterberg)
- Mariä Himmelfahrt (Otterstadt)
- Josefskirche (St. Ingbert)
- St. Joseph (Speyer)

### Kunstwerke
- Domschatz im Historischen Museum der Pfalz in Speyer
- Domnapf, ein mittelalterlicher Brunnentrog unweit des Speyerer Doms

### Wallfahrtsorte im Bistum Speyer
- Sieben Schmerzen Mariens (Blieskastel): Wallfahrtstage an allen Marienfesten und vom 8. bis 15. September
- Heiligenkirche, (Bockenheim an der Weinstraße): Wallfahrtstage am Hochfest St. Peter und Paul bzw. am Sonntag davor oder danach
- St.-Anna-Kapelle (Burrweiler): Wallfahrtstage am 1. Mai und 9 Dienstage ab 1. Juli
- Kolmerberg-Kapelle Maria Hilf (Dörrenbach): Wallfahrtstage an Mariä Heimsuchung und Kreuzerhöhung
- Unbefleckte Empfängnis / Herz Mariä (Elmstein): Reliquien der hl. Maria Goretti und des hl. Ludwig Maria Grignion
- Ehemalige Klosterkirche St. Maria (Gräfinthal): Wallfahrtstage an Mariä Heimsuchung und Mariä Geburt
- Mariä Himmelfahrt (Kirrberg): Wallfahrtstage an Mariä Heimsuchung und Mariä Geburt
- St. Pirminius: Wallfahrtstag: Sonntag nach dem Fest des hl. Pirminius
- Maria Schutz (Kaiserslautern): Wallfahrtstage: Mariä Lichtmess, Mariä Geburt, Unbefleckte Empfängnis, Franz von Assisi, Elisabeth von Thüringen, Antonius von Padua
- Madonna von Pötsch, (Kindsbach): Wallfahrtstage: Mariä Heimsuchung, Mariä Geburt und St. Joseph
- Herz Maria (Kreimbach-Kaulbach): Wallfahrtstage: Jeweiliger Montag nach Mariä Heimsuchung und Mariä Geburt
- Heilig-Kreuz-Kapelle Palmberg, (Laumersheim): Wallfahrtstag: Pfingstmontag
- St.-Cyriakus-Wallfahrtskapelle (Lindenberg (Pfalz)): Wallfahrtstag: 8. August (Winzerwallfahrt)
- Mariä Himmelfahrt (Ludwigshafen-Oggersheim): Wallfahrtstage: Mariä Lichtmess, Mariä Verkündigung, Mariä Himmelfahrt, Mariä Geburt, Unbefleckte Empfängnis, St. Elisabeth, St. Joseph
- St. Nikolaus (Neuleiningen): Wallfahrtstag: Mariä Geburt
- St.-Anna-Kapelle (Niederschlettenbach): Wallfahrtstag: Samstag nach St.-Anna-Fest
- Strudelpeterkapelle (Ormesheim): Drei Prozessionen im Jahr; Andachten an Marienfesten
- Dieterskirchel (Rülzheim): St. Theodard
- Kaiser- und Mariendom Mariä Himmelfahrt (Speyer): Wallfahrtstag: Mariä Himmelfahrt (15. August)
- St. Martin (Sankt Martin (Pfalz)): Wallfahrt: St. Martin (12. November)
- Maria Rosenberg (Waldfischbach-Burgalben)
- St. Philipp der Einsiedler (Zell)

## Regelmäßige Veranstaltungen
Jährlich im Sommer findet der Diözesankatholikentag statt. Bis 2007 wurde er in Johanniskreuz gefeiert. Weil der Baumbestand im Bereich des Versammlungsortes überaltert ist und die Teilnehmer gefährden kann, wird der Katholikentag seit 2008 an wechselnden Orten im Bistum veranstaltet.

## Kirchenschließungen
Im Bistum Speyer wurde, wie auch in anderen katholischen Bistümern in Deutschland, in den letzten Jahren aus Kostengründen der Immobilienbestand reduziert. Von 2005 bis 2014 wurden im Bistum Speyer bereits über 110 kirchliche Gebäude verkauft.